# HD 99872
HD 99872，又名CP-71 1253，SAO 256843、HR 4425，是一颗恒星，视星等为6.09，位于銀經296.69，銀緯-10.62，其B1900.0坐标为赤經11h 24m 12.7s，赤緯-71° -10.62′ 23″。